# Lý Hồng Thanh
Lê Văn Nhung (1916–1941), bí danh Lý Hồng Thanh, tên thường gọi Tư Ú, là một nhà cách mạng Việt Nam, nguyên Bí thư Tỉnh ủy Châu Đốc, Bí thư Tỉnh ủy Cần Thơ của Đảng Cộng sản Đông Dương.

## Thân thế
Lê Văn Nhung sinh năm 1916 ở làng Tân Huề, huyện Hồng Ngự, tỉnh Châu Đốc (nay là xã Tân Huề, huyện Thanh Bình, tỉnh Đồng Tháp), trong một gia đình truyền thống với cha là ông Lê Văn Tưởng và mẹ là bà Nguyễn Thị Cảnh.
Ông Lê Văn Tưởng là nhà nho kiêm nghề y, từng tham gia Quốc tang Phan Châu Trinh và phong trào đòi thả Phan Bội Châu. Năm 1929, ông Tưởng gia nhập Hội Việt Nam Cách mạng Thanh niên, dùng căn nhà của mình làm cơ sở hoạt động. Năm 1930, Đảng Cộng sản Việt Nam thành lập, Chi bộ cộng sản ở làng Tân Huề cũng được thành lập do ông Tưởng làm Bí thư Chi bộ.

## Cuộc đời
Năm 1930, dù mới 14 tuổi nhưng do chịu ảnh hưởng từ gia đình, Lê Văn Nhung quyết xin được tham gia phong trào cách mạng, được giao nhiệm vụ làm liên lạc cho Chi bộ làng Tân Huề.
Năm 1932, ông bị thực dân Pháp bắt cùng với cha mình và ba người nữa. Tháng 5 năm 1933, ông bị phán 1 năm tù tại tòa Sài Gòn. Tháng 5 năm 1934, ông mãn hạn tù, được kết nạp vào Đảng Cộng sản Đông Dương, lấy bí danh Lý Hồng Thanh.
Năm 1936, sau một thời gian hoạt động trong Ủy ban hành động làng Tân Huề, ông công tác tại Tỉnh ủy Châu Đốc. Năm 1938, Xứ ủy Nam Kỳ thành lập Liên Tỉnh ủy Cần Thơ để tiếp tục chỉ đạo phong trào cách mạng ở vùng Hậu Giang (Cần Thơ, Sóc Trăng, Trà Vinh, Vĩnh Long, Rạch Giá, Bạc Liêu, Sa Đéc), ông được bầu vào Ban Chấp hành Liên Tỉnh ủy.
Năm 1939, ông được phân công về khu vực quận Châu Thành (Rạch Giá), sau đó được chỉ định làm Bí thư Tỉnh ủy Châu Đốc. Tháng 9 năm 1940, để chuẩn bị cho khởi nghĩa, ông được điều về làm Bí thư Tỉnh ủy Cần Thơ (thay cho Quản Trọng Hoàng nhận chức Bí thư Liên Tỉnh ủy Cần Thơ), được phân công chỉ đạo khởi nghĩa tại tỉnh lỵ.
Tháng 11, khởi nghĩa Nam Kỳ bùng nổ nhưng nhanh chóng thất bại, các cơ sở Đảng và quần chúng bị thực dân Pháp khủng bố ác liệt, thay vì di chuyển sang vùng khác tạm lánh thì ông quyết tâm ở lại tiếp tục chỉ đạo khởi nghĩa.
Cuối tháng 11, ông cùng các thành viên trong Tỉnh ủy Cần Thơ bị bắt, đưa về Sài Gòn tra khảo. Ngày 4 tháng 6 năm 1941, ông cùng đồng chí Ngô Hữu Hạnh (Thường vụ Tỉnh ủy Cần Thơ) bị xử bắn tại khu đất phía sau Khám lớn Cần Thơ.

## Vinh danh
Tên của ông được đặt cho một con đường tại phường Cái Khế (quận Ninh Kiều, thành phố Cần Thơ) với tên đường Lý Hồng Thanh.
Năm 2009, ông được Chủ tịch nước Nguyễn Minh Triết truy tặng Huân chương Hồ Chí Minh.